# Simbolo di fiorino
Il simbolo di fiorino (ƒ) è il simbolo usato per le valute che si chiamano fiorino, o Gulden oppure guilder.    Il "ƒ" è la versione minuscola della lettera Ƒ (F dell'alfabeto latino con uncino discendente). In Unicode non ha un codice proprio, ma il U+0192 ƒ latin small letter f with hook (HTML ƒ · ƒ)  ha "Florin sign" tra i nomi alternativi. In molti caratteri con grazie è quasi indistinguibile dalla normale f minuscola in corsivo (), con la quale è spesso sostituito.
È usato per le seguenti valute, in corso e fuori corso:
In corso:
- Fiorino arubano
- Fiorino delle Antille Olandesi

Fuori corso:
- Fiorino olandese (fino al 2002)
- Fiorino surinamese (2004)
- Fiorino (fino al 1533)